# Erhard Siedel
Erhard Siedel, född 1 november 1895 i Röhrsdorf, Klipphausen, död 16 november 1979 i Schweiz, var en tysk skådespelare och teaterregissör. Siedel verkade som skådespelare vid flera tyska och österrikiska teaterscener. Han medverkade också i ett 30-tal tyska filmer.

## Filmografi, urval
- 1933 – I tonernas värld
- 1935 – April, April!
- 1942 – Der verkaufte Großvater
- 1942 – Kleine Residenz
- 1943 – Man rede mir nicht von Liebe
- 1947 – Möte på hotell